# جایزه بزرگ اتریش ۲۰۲۱
جایزه بزرگ اتریش ۲۰۲۱ یک مسابقه اتومبیل‌رانی فرمول یک است که قرار است به عنوان نهمین دور از مسابقات قهرمانی فرمول یک ۲۰۲۱ و سی و پنجمین مسابقه جایزه بزرگ اتریش(سی و چهارمین مسابقه از سال ۱۹۵۰) و همچنین دومین مسابقه پیاپی که در پیست رد بول در اسپیلبرگ کشور اتریش برگزار می‌شود.

## زمینه

### لاستیک‌ها[۲]
| آب و هوا | آب و هوا                | آب و هوا                    | آب و هوا                |
| -------- | ----------------------- | --------------------------- | ----------------------- |
| تصویر    | لاستیک هارد C5          | لاستیک هارد C5              | لاستیک هارد C5          |
| نام      | هارد (به انگلیسی: Hard) | میدیوم (به انگلیسی: Medium) | سافت (به انگلیسی: Soft) |
| ترکیب    | ترکیب تایر نرم          | ترکیب تایر نرم              | ترکیب تایر نرم          |

| مخصوص آب و هوای بارانی | مخصوص آب و هوای بارانی                             | مخصوص آب و هوای بارانی               |
| ---------------------- | -------------------------------------------------- | ------------------------------------ |
| تصویر                  | لاستیک هارد C5                                     | لاستیک هارد C5                       |
| نام                    | اینترمدیت (نیمه بارانی) (به انگلیسی: Intermediate) | اینترمدیت (بارانی) (به انگلیسی: Wet) |

## تعیین خط
| جایگاه              | راننده            | شماره | تیم                | زمان‌ها   | زمان‌ها   | زمان‌ها   |
| جایگاه              | راننده            | شماره | تیم                | Q1       | Q2       | Q3       |
| ------------------- | ----------------- | ----- | ------------------ | -------- | -------- | -------- |
| ۱                   | ماکس فرستاپن      | ۳۳    | ردبول ریسینگ-هوندا | ۱:۰۴٫۲۴۹ | ۱:۰۳٫۹۲۷ | ۱:۰۳٫۷۲۰ |
| ۲                   | لاندو نوریس       | ۴     | مک‌لارن-مرسدس       | ۱:۰۴٫۳۴۵ | ۱:۰۴٫۴۱۵ | ۱:۰۳٫۷۶۸ |
| ۳                   | سرجیو پرز         | ۱۱    | ردبول ریسینگ-هوندا | ۱:۰۴٫۸۳۳ | ۱:۰۴٫۴۸۳ | ۱:۰۳٫۹۹۰ |
| ۴                   | لوییس همیلتون     | ۴۴    | مرسدس              | ۱:۰۴٫۵۰۶ | ۱:۰۴٫۲۵۸ | ۱:۰۴٫۰۱۴ |
| ۵                   | والتری بوتاس      | ۷۷    | مرسدس              | ۱:۰۴٫۵۶۳ | ۱:۰۴٫۳۷۶ | ۱:۰۴٫۰۴۹ |
| ۶                   | پیر گسلی          | ۱۰    | آلفاتاوری-هوندا    | ۱:۰۴٫۸۴۱ | ۱:۰۴٫۴۱۲ | ۱:۰۴٫۱۰۷ |
| ۷                   | یوکی سونودا       | ۲۲    | آلفاتاوری-هوندا    | ۱:۰۴٫۹۶۷ | ۱:۰۴٫۵۱۸ | ۱:۰۴٫۲۷۳ |
| ۸۱                  | سباستین فتل       | ۵     | استون مارتین-مرسدس | ۱:۰۴٫۸۴۶ | ۱:۰۴٫۴۹۳ | ۱:۰۴٫۵۷۰ |
| ۹                   | جورج راسل         | ۶۳    | ویلیامز-مرسدس      | ۱:۰۴٫۹۰۷ | ۱:۰۴٫۵۵۳ | ۱:۰۴٫۵۹۱ |
| ۱۰                  | لانس استرول       | ۱۸    | استون مارتین-مرسدس | ۱:۰۴٫۹۲۷ | ۱:۰۴٫۵۴۷ | ۱:۰۴٫۶۱۸ |
| ۱۱                  | کارلوس ساینز      | ۵۵    | فراری              | ۱:۰۴٫۵۹۶ | ۱:۰۴٫۵۵۹ | —        |
| ۱۲                  | شارل لکلرک        | ۱۶    | فراری              | ۱:۰۴٫۹۰۶ | ۱:۰۴٫۶۰۰ | —        |
| ۱۳                  | دنیل ریکیاردو     | ۳     | مک‌لارن-مرسدس       | ۱:۰۴٫۹۷۷ | ۱:۰۴٫۷۱۹ | —        |
| ۱۴                  | فرناندو آلونسو    | ۱۴    | آلپاین-رنو         | ۱:۰۴٫۴۷۲ | ۱:۰۴٫۸۵۶ | —        |
| ۱۵                  | آنتونیو جوویناتزی | ۹۹    | آلفارومئو-فراری    | ۱:۰۴٫۷۸۳ | ۱:۰۵٫۰۸۳ | —        |
| ۱۶                  | کیمی رایکونن      | ۷     | آلفارومئو-فراری    | ۱:۰۵٫۰۰۹ | —        | —        |
| ۱۷                  | استابان اوکون     | ۳۱    | آلپاین-رنو         | ۱:۰۵٫۰۵۱ | —        | —        |
| ۱۸                  | نیکلاس لطیفی      | ۶     | ویلیامز-مرسدس      | ۱:۰۵٫۱۹۵ | —        | —        |
| ۱۹                  | میک شوماخر        | ۴۷    | هاس-فراری          | ۱:۰۵٫۴۲۷ | —        | —        |
| ۲۰                  | نیکیتا مازپین     | ۹     | هاس-فراری          | ۱:۰۵٫۹۵۱ | —        | —        |
| زمان ۱۰۷٪: ۱:۰۸٫۷۴۶ |                   |       |                    |          |          |          |
| منابع:              |                   |       |                    |          |          |          |

## مسابقه
| جایگاه                                                             | شماره | راننده            | سازنده             | دور | زمان        | امتیاز |
| ------------------------------------------------------------------ | ----- | ----------------- | ------------------ | --- | ----------- | ------ |
| ۱                                                                  | ۳۳    | ماکس فرستاپن      | ردبول ریسینگ-هوندا | ۷۱  | ۱:۲۳:۵۴٫۵۱۳ | ۲۶۱    |
| ۲                                                                  | ۷۷    | والتری بوتاس      | مرسدس              | ۷۱  | ۱۷٫۹۷۳+     | ۱۸     |
| ۳                                                                  | ۴     | لاندو نوریس       | مک‌لارن-مرسدس       | ۷۱  | ۲۰٫۰۱۹+     | ۱۵     |
| ۴                                                                  | ۴۴    | لوییس همیلتون     | مرسدس              | ۷۱  | ۴۶٫۴۵۲+     | ۱۲     |
| ۵                                                                  | ۵۵    | کارلوس ساینز      | فراری              | ۷۱  | ۵۷٫۱۴۴+     | ۱۰     |
| ۶                                                                  | ۱۱    | سرجیو پرز         | ردبول ریسینگ-هوندا | ۷۱  | ۵۷٫۹۱۵+۲    | ۸      |
| ۷                                                                  | ۳     | دنیل ریکیاردو     | مک‌لارن-مرسدس       | ۷۱  | ۱:۰۰٫۳۹۵+   | ۶      |
| ۸                                                                  | ۱۶    | شارل لکلرک        | فراری              | ۷۱  | ۱:۰۱٫۱۹۵    | ۴      |
| ۹                                                                  | ۱۰    | پیر گسلی          | آلفاتاوری-هوندا    | ۷۱  | ۱:۰۱٫۸۴۴    | ۲      |
| ۱۰                                                                 | ۱۴    | فرناندو آلونسو    | آلپاین-رنو         | ۷۰  | +۱ دور      | ۱      |
| ۱۱                                                                 | ۶۳    | جورج راسل         | ویلیامز-مرسدس      | ۷۰  | +۱ دور      |        |
| ۱۲                                                                 | ۲۲    | یوکی سونودا       | آلفاتاوری-هوندا    | ۷۰  | +۱ دور۳     |        |
| ۱۳                                                                 | ۱۸    | لانس استرول       | استون مارتین-مرسدس | ۷۰  | +۱ دور۴     |        |
| ۱۴                                                                 | ۹۹    | آنتونیو جوویناتزی | آلفارومئو-فراری    | ۷۰  | +۱ دور      |        |
| ۱۵                                                                 | ۷     | کیمی رایکونن      | آلفارومئو-فراری    | ۷۰  | +۱ دور۵     |        |
| ۱۶                                                                 | ۶     | نیکلاس لطیفی      | ویلیامز-مرسدس      | ۷۰  | +۱ دور۶     |        |
| ۱۷۷                                                                | ۵     | سباستین فتل       | استون مارتین-مرسدس | ۶۹  | +۲ دور      |        |
| ۱۸                                                                 | ۴۷    | میک شوماخر        | هاس-فراری          | ۶۹  | +۲ دور      |        |
| ۱۹                                                                 | ۹     | نیکیتا مازپین     | هاس-فراری          | ۶۹  | +۲ دور۸     |        |
| ب.                                                                 | ۳۱    | استابان اوکون     | آلپاین-رنو         | ۰   | تصادف       |        |
| سریع‌ترین دور: مکس ورستاپن (ردبول ریسینگ-هوندا) - ۱:۰۶٫۲۰۰ (دور ۶۲) |       |                   |                    |     |             |        |
| منابع:                                                             |       |                   |                    |     |             |        |

## رده‌بندی قهرمانی پس از مسابقه
جدول رده‌بندی قهرمانی رانندگان
| ت. ج | جایگاه | راننده        | امتیازات |
| ---- | ------ | ------------- | -------- |
|      | ۱      | ماکس فرستاپن  | ۱۸۲      |
|      | ۲      | لوئیس همیلتون | ۱۵۰      |
|      | ۳      | سرجیو پرز     | ۱۰۴      |
|      | ۴      | لاندو نوریس   | ۱۰۱      |
|      | ۵      | والتری بوتاس  | ۹۲       |

جدول رده‌بندی قهرمانی سازندگان
| ت. ج | جایگاه | سازنده             | امتیازات |
| ---- | ------ | ------------------ | -------- |
|      | ۱      | ردبول ریسینگ-هوندا | ۲۸۶      |
|      | ۲      | مرسدس              | ۲۴۲      |
|      | ۳      | مک‌لارن-مرسدس       | ۱۴۱      |
|      | ۴      | فراری              | ۱۲۲      |
|      | ۵      | آلفاتاوری-هوندا    | ۴۸       |

- یادداشت: فقط پنج رده برتر برای هر دو مجموعه رده‌بندی قرار داده شده است.